# Marie-Ange Kramo

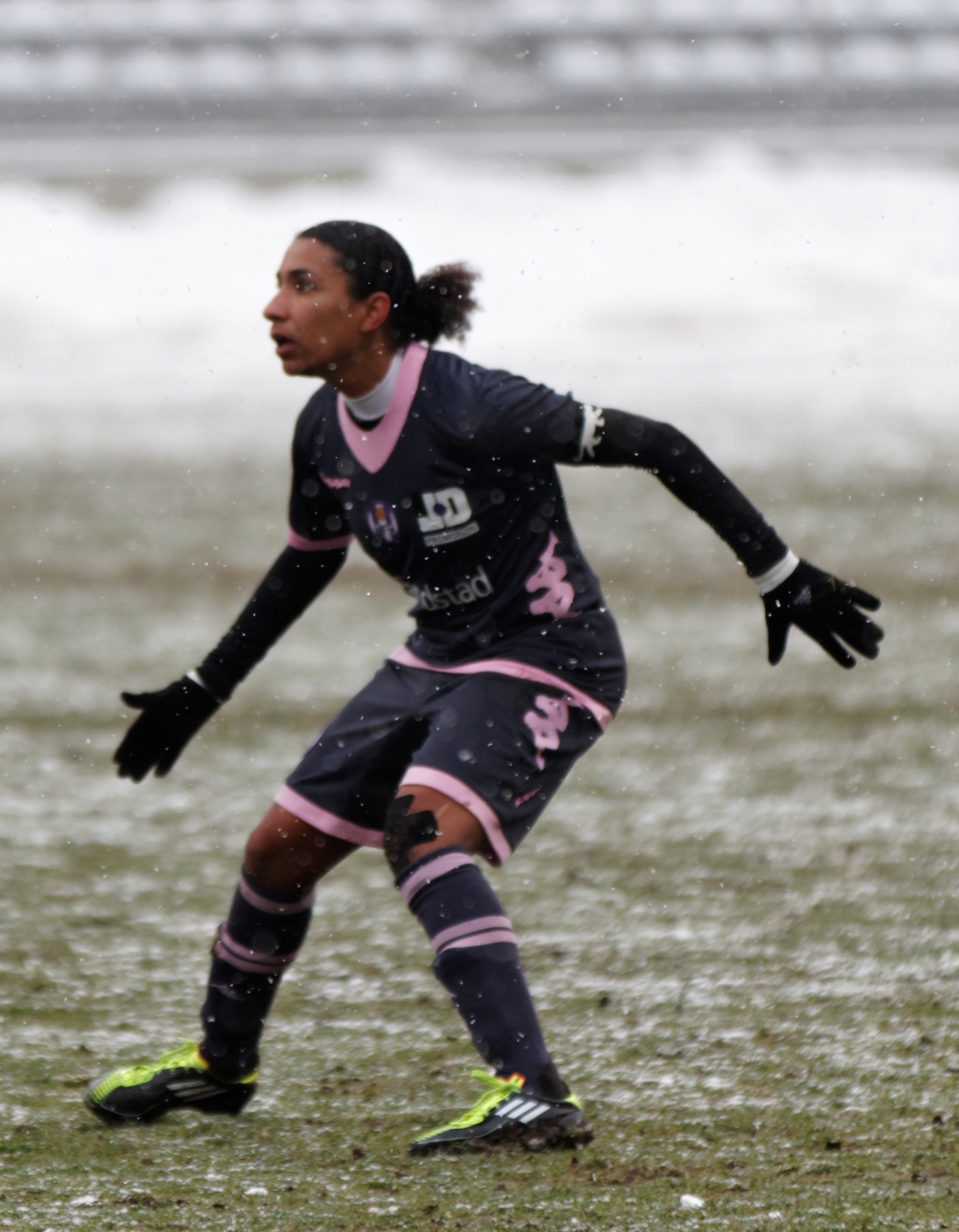
Marie-Ange Kramo bei einem Punktspiel im Januar 2013

Marie-Ange Kramo (* 20. Februar 1979 in Toulouse) ist eine französische Fußballspielerin, die während nahezu ihrer gesamten, fast zwei Jahrzehnte andauernden Karriere für Klubs aus ihrer Geburtsstadt aktiv war.

## Vereinskarriere
Marie-Ange Kramo begann als Mädchen bei der US Gratentour mit dem Vereinsfußball. Als 15-Jährige wechselte sie nach Toulouse zu Olympique Mirail und nur ein Jahr darauf (1995) zum örtlichen Rivalen TOAC, dessen Frauenteam gerade wieder in das Championnat National 1 A, die erste französische Liga, aufgestiegen war. Bei TOAC etablierte die Mittelfeldspielerin sich zügig als Stammkraft und wurde auch bald zur Jugend- sowie 1999 zur A-Nationalspielerin (siehe unten). In der Spielzeit Championnat National 1 A 1998/99 gewann sie mit dem Toulouse OAC die französische Meisterschaft, und in den folgenden beiden Saisons konnten Marie Ange-Kramo und ihre Mannschaftskameradinnen – zu denen auch ihre jüngere Schwester Marie-Joëlle gehörte – diesen Titel verteidigen, so dass sie mit gerade erst 22 Jahren bereits dreifache Landesmeisterin war.
2001 schloss sich die erfolgreiche Frauenfußballabteilung des Olympique Aérospatial Club dem „großen (Männer-)Verein“ der Stadt, dem TFC (oder Téfécé), an, unter dessen Farben die Spielerinnen, die diesen Schritt mitvollzogen hatten, 2002 noch eine weitere Meisterschaft gewannen. Zudem setzten sich Toulouses Frauen und mit ihr die Mittelfeldakteurin Marie-Ange Kramo auch im 2001/02 zum ersten Mal ausgespielten französischen Pokalwettbewerb durch, so dass sie zugleich auch noch die ersten Gewinnerinnen des Doublé der Frauenfußballgeschichte Frankreichs wurden. Dies war auch deshalb eine denkwürdige Saison für Toulouse, weil dessen Frauschaft im Europapokal – auch auf europäischer Ebene hatte der TFC den Platz des TOAC einnehmen dürfen – einen erfolgreichen Parcours absolvierte. Dabei erzielte Kramo im Viertelfinale gegen die Arsenal-Ladies kurz vor Ende der Verlängerung den Siegtreffer für ihre Elf. In der folgenden Runde beendete allerdings der spätere Wettbewerbssieger 1. FFC Frankfurt nach zwei engen Partien die Hoffnungen auf eine Finalteilnahme.
Marie-Ange Kramo stand auch in den folgenden neun Jahren beim Téfécé unter Vertrag, und obwohl dessen Frauen 2003 und 2004 die reguläre Punktrunde der ersten Liga jeweils als Tabellenführerinnen abschlossen, beendeten sie die sich damals anschließende „Meisterrunde“ der vier besten Klubs jeweils nur auf Rang vier. Damit endete die Dominanz der Südfranzösinnen, die in der Meisterschaft lediglich noch ein Mittelfeldteam darstellten. Kramo erlitt im Juni 2006 eine komplizierte Verletzung der Kreuzbänder, die eine extrem lange Rekonvaleszenzzeit nach sich zog, so dass sie es 2006/07 und 2007/08 nur auf zusammengenommen 15 Ligaeinsätze brachte. Als Toulouse im Sommer 2011 sogar in die zweite Division absteigen musste, ging sie diesen Schritt zwar mit – allerdings nicht mit dem TFC, sondern sie verließ die Stadt nach 17 Jahren und heuerte bei den ambitionierten regionalen Ligakonkurrentinnen der ASPTT Albi an. Als nach der Spielzeit nicht Albi, sondern Toulouse in die erste Division aufstieg, kehrte sie dorthin zurück und bestritt für die Lila-Weißen noch eine weitere Saison auf höchstem Niveau, wobei sie in sämtlichen 22 Punktspielen in der Startformation stand; nach dem sofortigen Wiederabstieg beendete sie, 34-jährig, ihre aktive Laufbahn.
Inzwischen arbeitet Marie-Ange Kramo für einen Betrieb der Immobilienbranche aus der Region.

### Stationen
- US Gratentour (1992–1994)
- Toulouse Olympique Mirail (1994/95)
- Toulouse Olympique Aérospatial Club (1995–2001)
- Toulouse Football Club (2001–2011)
- Association Sportive des Postes, Télégraphes et Téléphones Albi (2011/12)
- Toulouse Football Club (2012/13)

## In der Nationalelf
1998 kam Marie-Ange Kramo zu zwei Einsätzen in Frankreichs weiblicher A-Jugend-Auswahl, in denen sie auch einen Treffer erzielte. Zehn Monate später, im Mai 1999, debütierte sie gegen die Schweiz in der französischen A-Nationalelf. Bis zu ihrem zweiten Einsatz im blauen Dress dauerte es dann allerdings knapp drei Jahre. Ab Frühjahr 2002 berücksichtigte die Nationaltrainerin Élisabeth Loisel die Mittelfeldspielerin hingegen regelmäßig, die in den folgenden viereinhalb Jahren zu 42 weiteren Länderspielen kam. Darunter waren auch etliche Einsätze bei den beiden Kontinentalturnieren, für die die Französinnen sich unter Loisel hatten qualifizieren können. Bei der Weltmeisterschaftsendrunde 2003 wurde Kramo gegen Norwegen eingewechselt, gegen Südkorea und Brasilien stand sie in der Startformation, bei der Europameisterschaft zwei Jahre später kam sie in den beiden Gruppenspielen gegen Norwegen und Deutschland jeweils im Spielverlauf zum Einsatz.
Unter Loisels Nachfolger Bruno Bini vergingen dann dreieinviertel Jahre, bevor sie im August 2009 zu ihrem 44. und letzten A-Länderspiel, einer Freundschaftsbegegnung gegen Japan, kam; ein Tor hat sie in diesem Kreis nie erzielt. Zwei Monate vor diesem „Abschiedsspiel“ hatte Bini Marie-Ange Kramo bereits in der französischen B-Elf gegen Tunesien getestet.

## Palmarès
- Französische Meisterin: 1999, 2000, 2001, 2002
- Französische Pokalsiegerin: 2002
- 44 A-Länderspiele für Frankreich